# Суперкубок Гібралтару з футболу 2011
Суперкубок Гібралтару з футболу 2011 — 11-й розіграш турніру. Матч відбувся 3 жовтня 2011 року між чемпіоном і володарем кубка Гібралтару клубом Лінкольн Ред Імпс та фіналістом кубка Гібралтару клубом Ґласіс Юнайтед.
| Володар Суперкубка Гібралтару 2011 |
| ---------------------------------- |
|                                    |
| Лінкольн Ред Імпс Сьомий титул     |

## Матч

### Деталі
| 3 жовтня 2011 |

| Лінкольн Ред Імпс | 1:1 пен. 5:4 | Ґласіс Юнайтед |
| ----------------- | ------------ | -------------- |
|                   |              |                |

| Вікторія, Гібралтар |